# 章徳竇皇后
竇皇后（とうこうごう）は、後漢の章帝の皇后。諡は徳で、諡号としては夫の諡を重ねて章徳皇后（しょうとくこうごう）。扶風平陵県（現在の陝西省咸陽市秦都区）の人。兄は竇憲。

## 生涯
竇勛と沘陽公主（東海王劉彊の娘）のあいだの長女として生まれた。幼い頃に人相見が竇氏を見て「大変高貴な身分に昇るだろう」と言った。美貌の持ち主で、書道に優れていたため、親戚たちは驚いたという。
建初2年（77年）、妹とともに宮中に参内した。章帝と馬太后から好印象を持たれたため、章帝の後宮に入った。翌年3月に皇后に立てられた。妹も貴人となった。
初め、章帝から大変な寵愛を受けたが皇子を産むことはできなかった。逆に宋貴人は皇太子の劉慶を産んだ。梁貴人は劉肇を産んだ。竇皇后はこのことを嫉妬して宋貴人や梁貴人を讒言した。宋貴人は自殺し、その子である劉慶も廃嫡されて清河王となった。また梁貴人は失意のうちに死去した。竇皇后は劉肇を自分の子として養育した。その後、竇皇后は後宮の者たちに恐れられた一方で、いっそう寵愛された。
章和2年（88年）に章帝が死去し、劉肇は即位した。皇太后として臨朝し、兄である竇憲らと政権を握った。一族は権勢を誇った。和帝は成長するに及んでこれに対し反感を抱くようになり、実権を自らの元に取り戻そうと考えるようになった。一方の竇憲らも和帝の反感を察し、これを害そうと画策し始めた。その動きを察知した和帝は、ひそかに竇氏誅滅を計画した。
永元4年（92年）、竇憲を宮廷内におびき出し、大将軍の印綬を取り上げ実権を剥奪、領地において自殺を命じた。和帝は政治の実権を取り戻すことに成功した。
永元9年（97年）に死去。梁貴人の姉である梁嫕は上書して梁貴人の無実を訴えた。また大臣たちは「呂后のように尊号を奪われるべきである」と進言したが、拒否された。章帝の敬陵に合葬された。